# Riksväg 9, Finland
Riksväg 9 är en av Finlands huvudvägar. Den går från Åbo till Tohmajärvi via Tammerfors, Jyväskylä, Kuopio och Joensuu. Mellan Åbo och Kuopio är vägen gemensam med europaväg E63.
Vägen är mestadels tvåfilig, men det finns motorvägsavsnitt i Åbo, Tammerfors, Jyväskylä, Kuopio och Joensuu regioner.
Sträckan Kuopio–Joensuu var till 2010 riksväg 17, och sträckan från riksväg 6 söder om Joensuu till ryska gränsen var stamväg 70.

## Bilder

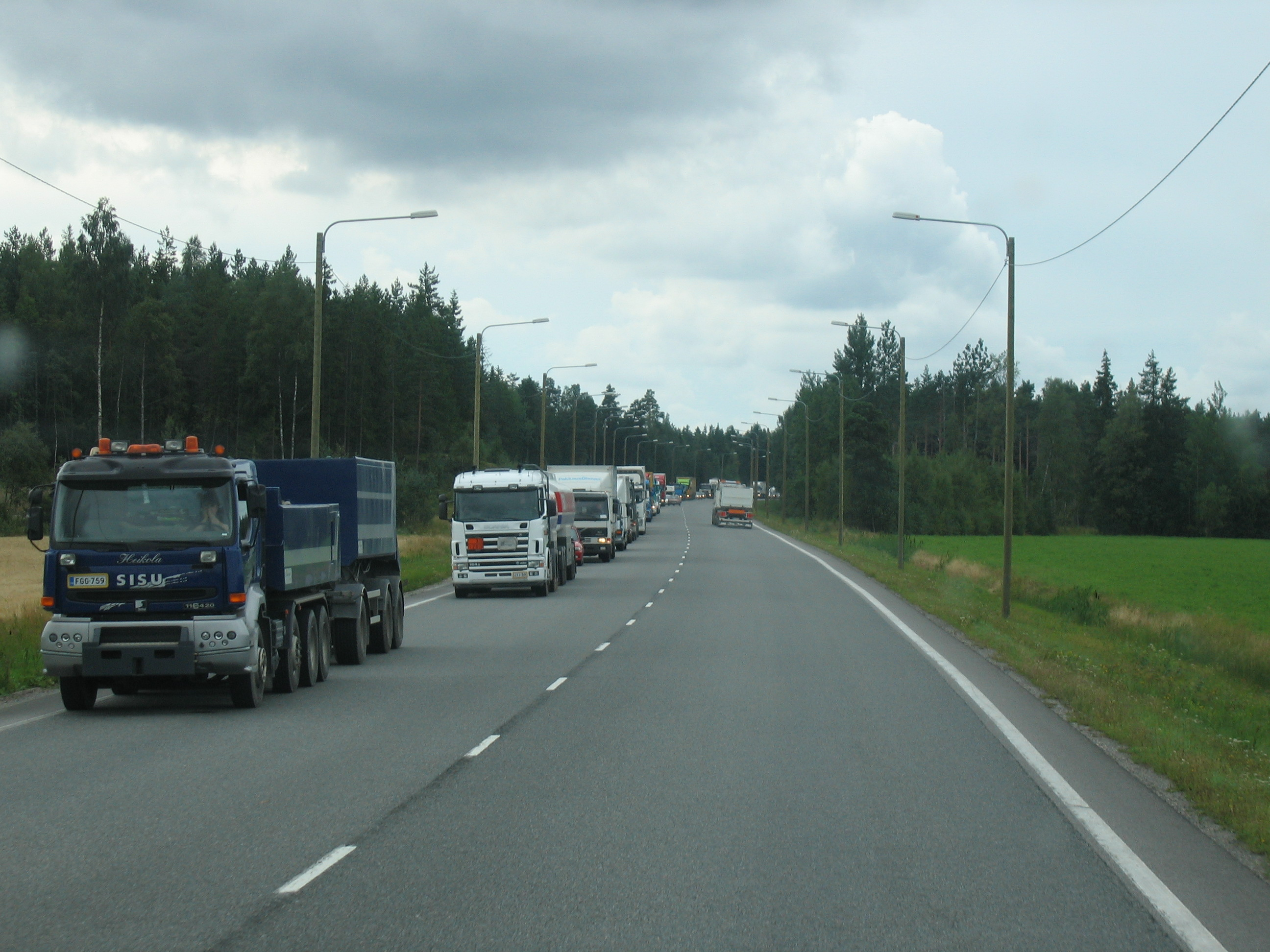
Riksväg 9 nära Aura
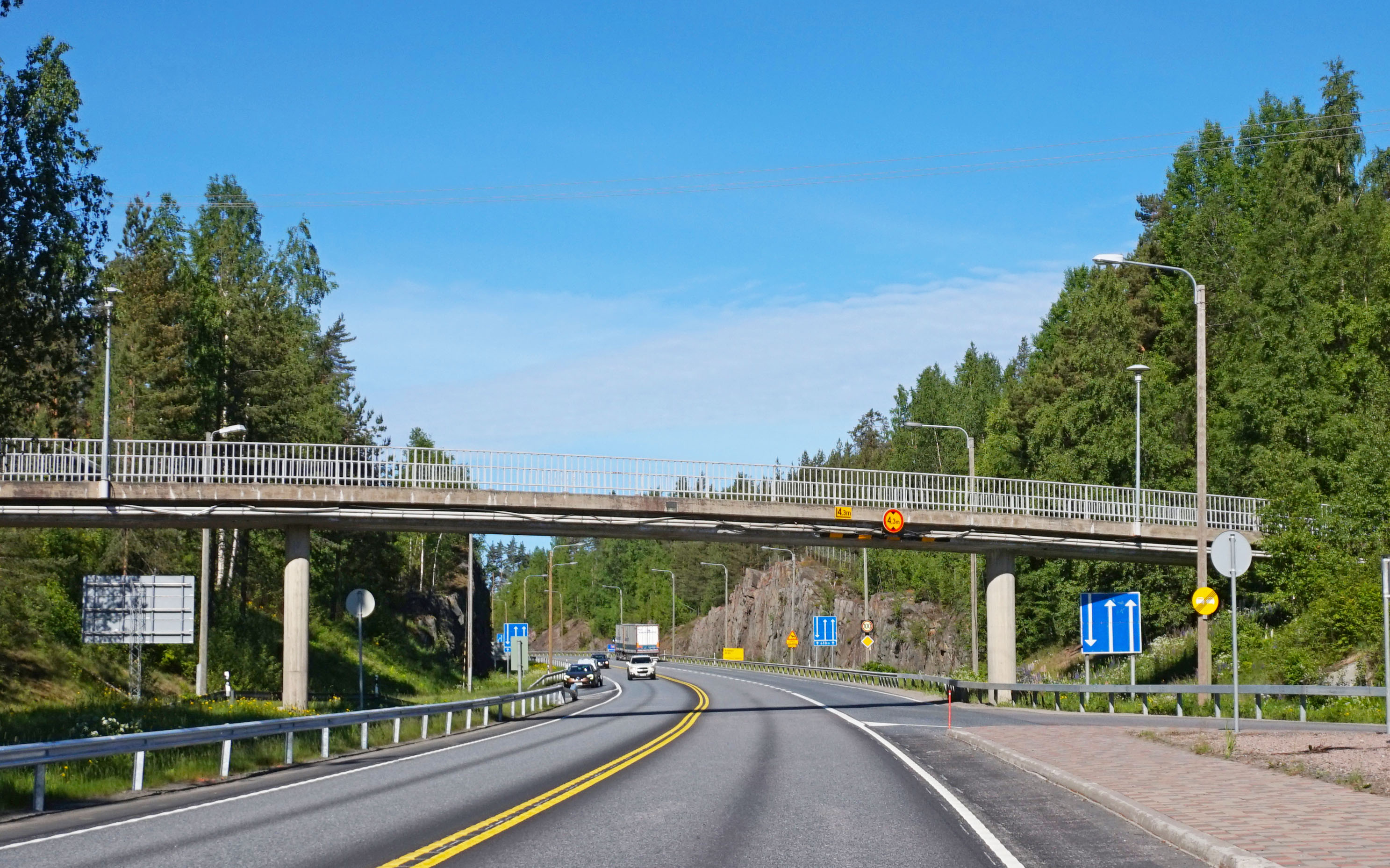
Riksväg 9 i Orivesi
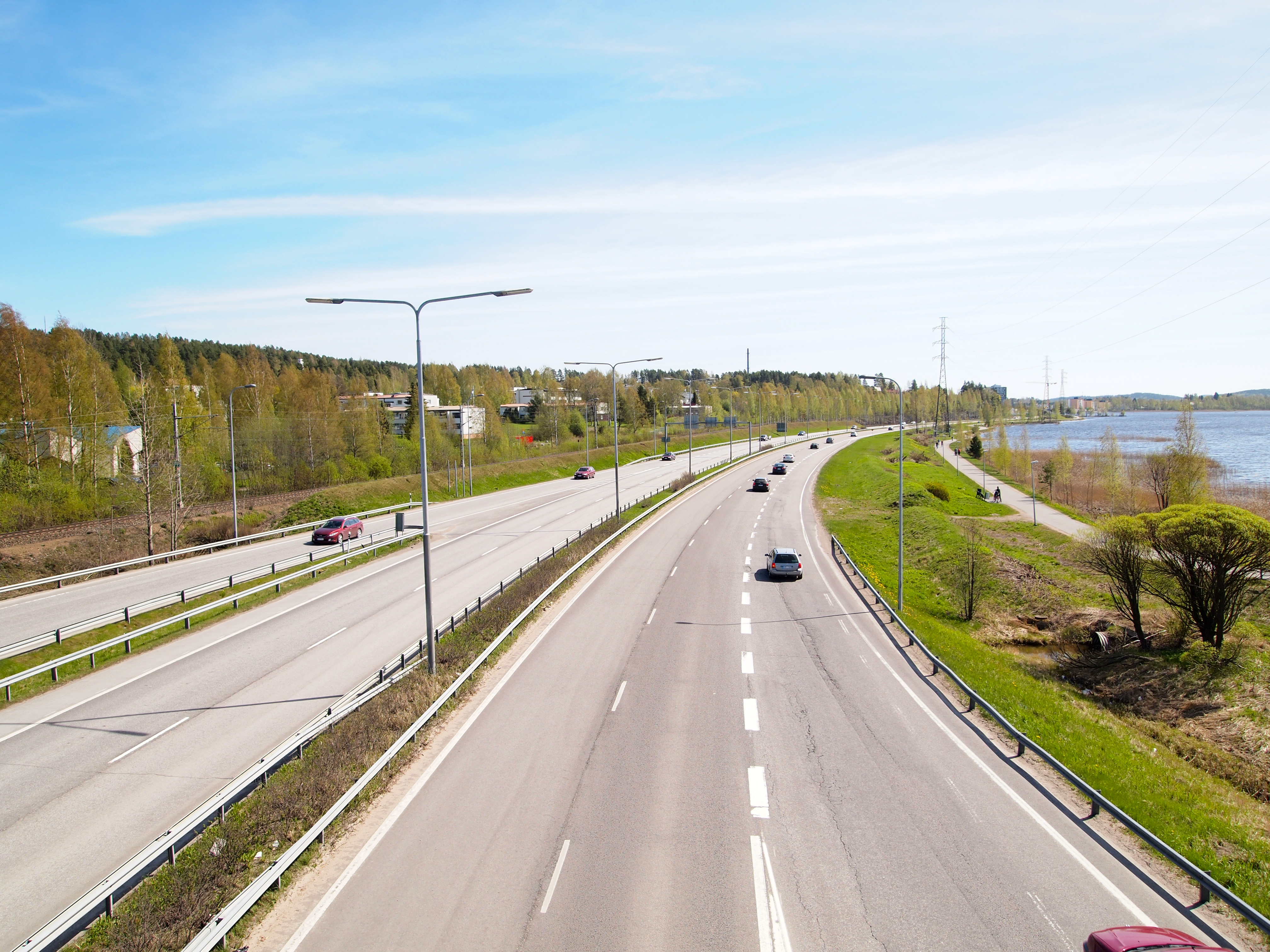
Motorväg i Jyväskylä